# Толстиково (Череповецкий район)
Толстиково — деревня в Череповецком районе Вологодской области.
Входит в состав Воскресенского сельского поселения, с точки зрения административно-территориального деления — в Воскресенский сельсовет.
Расстояние по автодороге до районного центра Череповца — 39 км, до центра муниципального образования Воскресенского — 5 км. Ближайшие населённые пункты — Петряево, Некрасово, Малое Калинниково.
По переписи 2002 года население — 5 человек.